# Pharta
Pharta es un género de arañas araneomorfas de la familia Thomisidae.

## Especies
- Pharta bimaculata Thorell, 1891
- Pharta brevipalpus (Simon, 1903)
- Pharta gongshan (Yang, Zhu & Song, 2006)
- Pharta indica Sen, Saha & Raychaudhuri, 2012
- Pharta koponeni Benjamin, 2014
- Pharta nigra (Tang, Griswold & Peng, 2009)
- Pharta sudmannorum Benjamin, 2014
- Pharta tangi Wang, Mi & Peng, 2016
- Pharta tengchong (Tang, Griswold & Yin, 2009)